# A Brasileira (Porto)
Pour les articles homonymes, voir A Brasileira.
A Brasileira est l'un des cafés les plus emblématiques de la ville de Porto, au Portugal, situé dans la rua Sá da Bandeira dans le centre de la ville (a Baixa).
D'après un projet de l'architecte Francisco de Oliveira Ferreira, A Brasileira a une façade splendide avec un paravent en fer et en verre, et un intérieur magnifique, avec ces cristaux, marbres et meubles en cuir.

## Histoire
L'établissement a été fondé par Adrian Teles, pharmacien de Porto, qui jeune homme décide de tenter sa chance et émigre au Brésil à la fin du XIXe siècle où il se consacre au commerce du café et grâce auquel il s’enrichit.
De retour à Porto, il monte une torréfaction et fonde A Brasileira (« La Brésilienne ») qui ouvre le 4 mai 1903, pour servir le café à la tasse. À cette époque, boire du café en public n'était pas encore devenu une habitude. Adriano Teles pour promouvoir son produit offre pendant les premières années de A Brasileira, une tasse de café gratuitement pour l'achat d’un sac de café en grain.
Dans une vision de ce que nous appelons aujourd'hui le marketing, Adriano Teles fait peindre dans divers murs de la ville le slogan devenu célèbre : Le meilleur café est celui de A Brasileira.

## Galerie

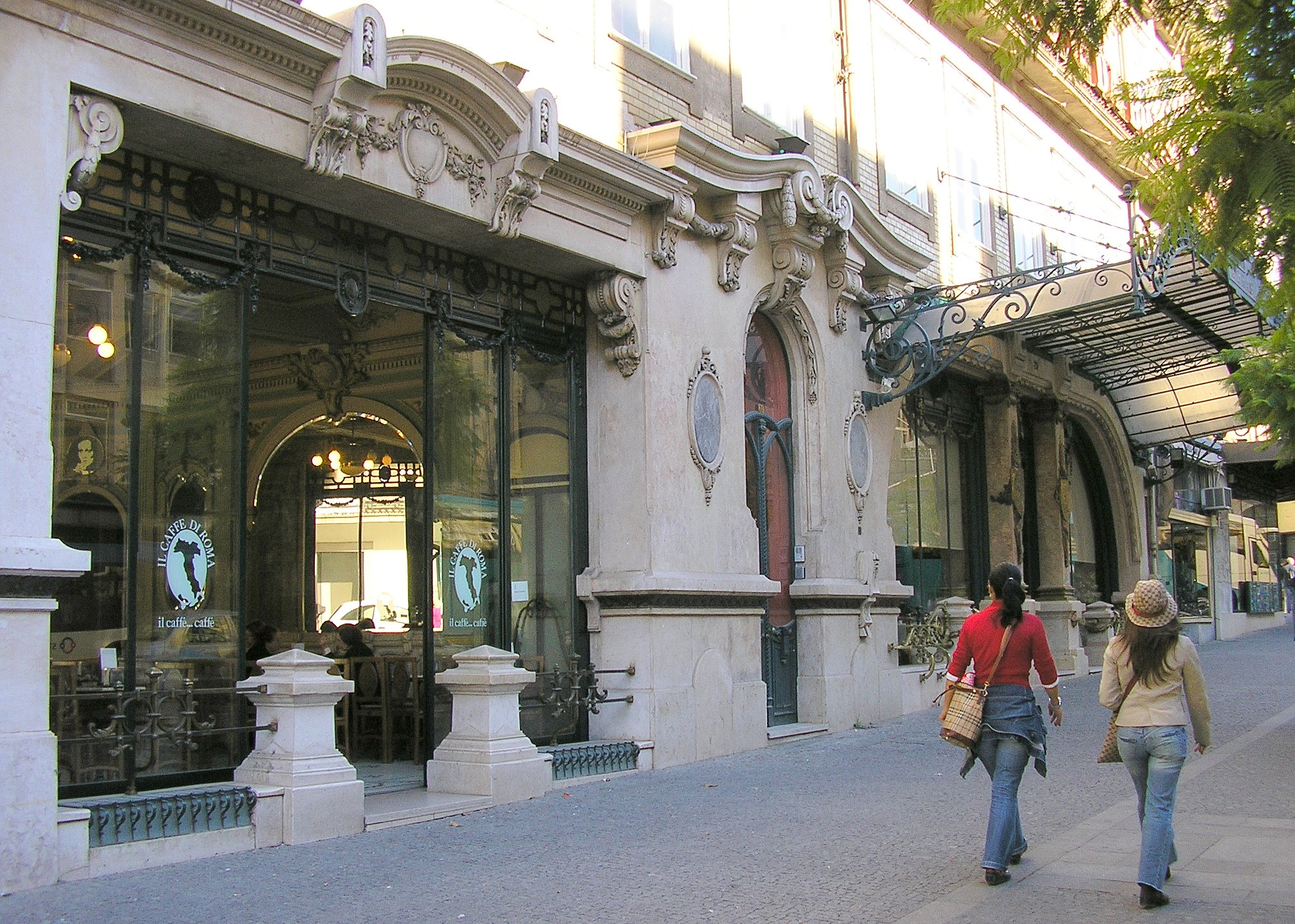
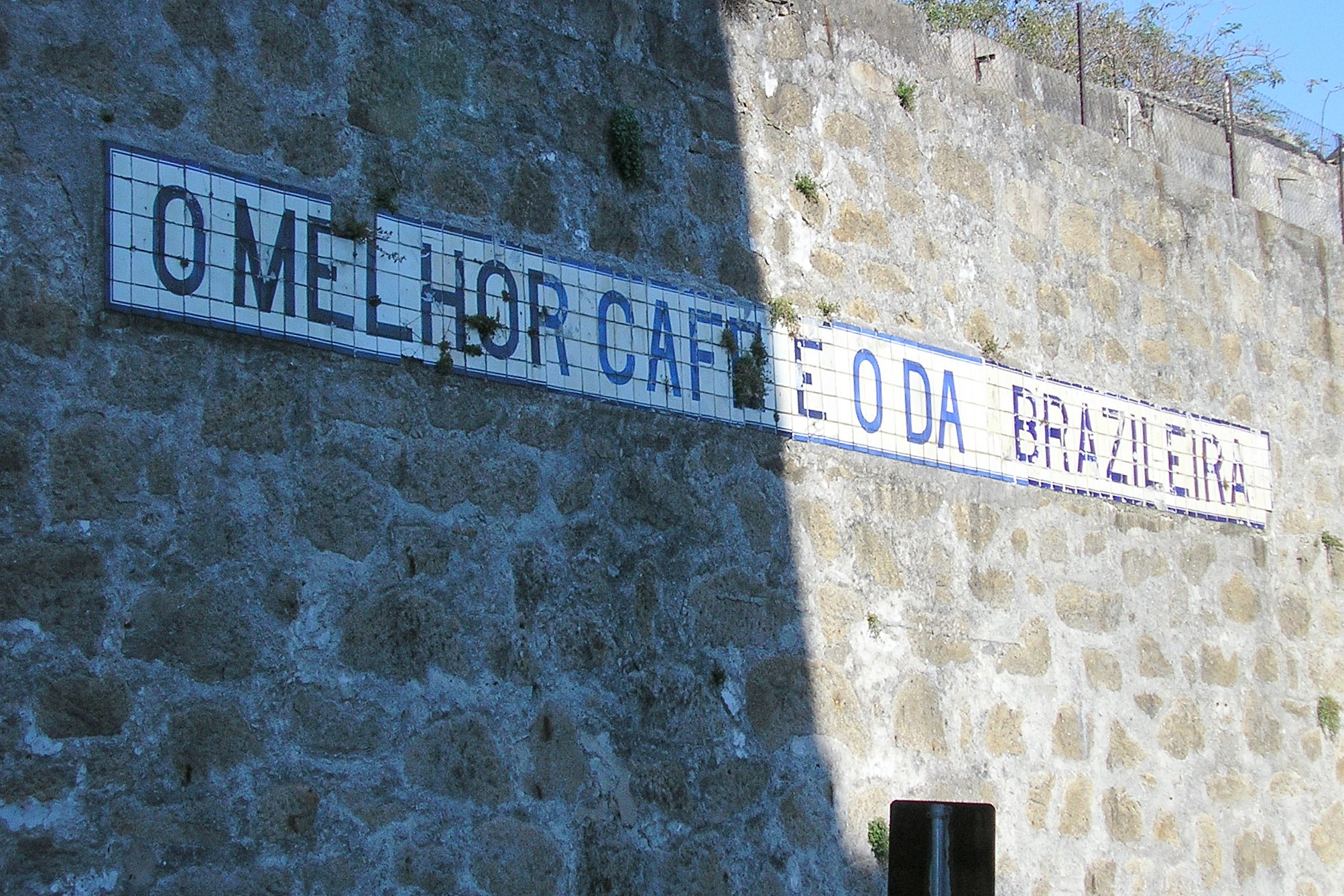
Le meilleur café...